# San Polo Parco
San Polo Parco è un quartiere di Brescia.

## Geografia fisica
L'area occupata dal quartiere si estende a sud della linea ferroviaria Milano-Venezia e a nord della Tangenziale Sud di Brescia e di via della Maggia. Il confine est è delimitato dalla ex strada statale Goitese, mentre quello ovest è in buona parte delimitato da via Duca degli Abruzzi.
Prima dell'urbanizzazione, il reticolo idrico era improntato all'adacquamento dei fondi agricoli e attraversato dai vasi provenienti dalle roggie Bonadena, Canevrelle e Molin Del Brolo. In parte hanno mantenuto la loro funzione per le aree agricole rimaste, mentre in altri casi sono stati adeguate alla raccolta delle acque meteoriche nelle aree urbanizzate.

## Origine del nome
Il toponimo proviene dalle vicende urbanistiche del soppresso quartiere di San Polo. L'appellativo di Parco prende il nome dall'area agricola presente al centro del quartiere che è tutelata urbanisticamente come "Parco agricolo di San Polo" a sua volta legato amministrativamente al Parco delle Cave di Brescia.

## Storia
Il quartiere di San Polo Parco nacque dalla necessità di suddividere l'originario quartiere di San Polo, con i suoi 21 000 abitanti, in quattro più piccoli.
Il 14 ottobre 2014 si tennero le prime elezioni del consiglio di quartiere.

## Società

### Religione
Nel quartiere sono presenti due chiese parrocchiali: a nord quella dedicata alle sante Bartolomea Capitanio e Vincenza Gerosa, a sud quella dedicata a san Luigi Gonzaga.

## Economia

### Servizi
A San Polo Parco ha sede la Questura. Sono presenti i licei scientifici Nicolò Copernico e Leonardo, lo stadio di Rugby «Invernici» e l'ospedale della «Poliambulanza».

## Infrastrutture e trasporti
La zona di San Polo Parco è servita dalla Tangenziale Sud di Brescia, uscita 8 "Brescia Centro", e dall'autostrada A4, svincolo "Brescia Centro".
Il quartiere è attraversato dalla linea metropolitana. Sono presenti due stazioni: San Polo Parco e Poliambulanza.
La linea 13 della rete di trasporti urbani, proveniente da Gussago, ha capolinea presso l'ospedale della Poliambulanza. La zona meridionale del quartiere è servita invece dalla linea 16 (Sanpolino - Onzato), mentre quella settentrionale è servita dalla 9 (Villaggio Violino - Buffalora) e dalla 12 (Fiumicello - San Polo).